# روبرت غلين
روبرت غلين (بالإنجليزية: Robert Glenn)‏ هو سياسي أمريكي، ولد في 30 نوفمبر 1858، وتوفي في 26 أغسطس 1915. حزبياً، نشط في الحزب الجمهوري. وقد انتخب عضو مجلس ولاية ويسكونسن.